# Sanclerlândia
Sanclerlândia este un oraș în Goiás (GO), Brazilia.